# カブキマン
『カブキマン』（原題：Sgt. Kabukiman N.Y.P.D.）は、ロイド・カウフマンとマイケル・ハーツが監督し、1990年にトロマ・エンターテインメントが配給したアクションコメディ映画。

## あらすじ
ニューヨーク市警の巡査部長ハリー・グリスウォルドは歌舞伎の演劇に立ち寄ると、演劇中に銃で歌舞伎役者を襲撃するテロが勃発してしまう。その後の銃撃戦で、ハリーは死にゆく役者の一人に強引にキスされ、無意識のうちに歌舞伎の力を得る。ハリーはそれによって、カラフルな服を着たドタバタ調スーパーヒーローであるカブキマンに変身する事ができるようになった。カブキマンは飛行能力を使い、箸や寿司などの日本をモチーフにしたユニークな武器で悪を裁く。
美女ロータスの助けを借りて、ニューヨークに蔓延る犯罪を次々と撲滅していくのだった。極悪人ビジネスマンのレジナルド・スチュアートは野望とカブキマンを葬るため、世界を奴隷にすることができる力を秘めた邪悪な悪魔を召喚しようと目論む。

## キャスト
- ハリー・グリスウォルド：リック・ジャナシ
ニューヨーク市警の巡査部長。老歌舞伎役者から託された超人的なカブキパワーを授かってしまい、徐々に本質が日本人に変化し始め、ついにはカブキマンに変身する。アメリカ人の精神が残っているため、自らの意志で変身すると失敗しクラウンマンになる。ロータスの修行を受けて、日本人の精神が磨かれた際では変身を使いこなして自らカブキマンになれた。変身解除も可能。
- カブキマン：ポール・クリムス　リック・ジャナシ
ハリー・グリスウォルドがカブキの力で変身した歌舞伎ヒーロー。飛行能力と怪力を持つが、飛び道具を駆使して戦う。トラックに潰されたり、爆発に巻き込まれても死なない。その超能力は「力（ちから）」扇子による相手を木に吊るす風圧と相手を串刺しにする無数の割箸手手裏剣（死亡説あり）と「悪でもレディ（女性）は殺さない」とする海苔巻き口封じなどである。一応、片言ながら「カブキマン参上(サンジョウ）」と日本語で名乗る。
- ロータス：スーザン・ビュン
老歌舞伎役者の孫娘。カブキマンとなったのがハリーだと知り、悪を倒すべく協力する。
- レジナルド・スチュアート：ビル・ウィーデン
1000年前に地上から去った魔王を降臨させ、世界を支配しようと企む悪党。終盤戦で逮捕されたが、魔王を召喚する儀式が成功したことで人体が崩壊し魔王に変化。完全な復活を遂げる前にカブキマンに阻止され倒された。

## 制作
悪魔の毒々モンスター東京へ行くなど日本で悪魔の毒々モンスターシリーズが大ヒットを受けた事により、カウフマンとハ―ツは藤村哲哉との関係で交渉できたナムコの中村雅哉から、歌舞伎をテーマにしたヒーロー映画の製作が依頼された。ナムコはプロデューサーになり、トロマに製作するための150万ドルの予算を与えた。
クリエイティブの違いが最初から製作を悩ませた。ナムコとハーツは子供向けの映画を望んでいたが、カウフマンは通常のトロマ風のセックスと暴力のスタイルを望んでいた。フィルムは最終的にPG-13とR定格の両方のバージョンにカットされた。

## 備考
本作はピエロの衣装を着たハリー・グリスウォルドを数人のギャングが追いかけるカーチェイスシーンでフォードサンダーバードが別の車両に衝突し、空中で30フィート逆さまに反転して着陸して何故か爆発する場面がある。5年後、トロメオ＆ジュリエットのシーンでまったく同じフッテージが使用された。これは費用対効果が高いだけでなく、カブキマンがまだビデオで話題にされていなかったため再利用された。
明らかに辻褄が合わないにもかかわらず、トロマはテラー・ファーマー、悪魔の毒々モンスター 新世紀絶叫バトル、チキン・オブ・ザ・デッド/悪魔の毒々バリューセット、リターン・トゥ・悪魔の毒々ハイスクール　Vol.1など、それぞれの映画にも同じ映像を冗談めかして使いまわしている。
Twisted Pixel Gamesによって開発された2011年のXbox kinectビデオゲーム、ガンスリンガー の最後に（ロイド・カウフマンのカメオと共に）ゲスト登場する。
1990年のビデオ映画で登場以来、カブキマンはトロマ作品に何度か出演し、毒々モンスターに次ぐ、同社の看板マスコットの1つになっている。悪魔の毒々モンスター 新世紀絶叫バトルにゲスト出演、2002年にMobyのミュージックビデオ「WeAre All Made of Stars」に、毒々モンスターとともに出演し、2015年にはYouTubeチャンネルのTromaMovies のトークショー「Kabukiman'sCocktail Corner」なるコーナーを担当するなど活躍している。